# متروی برازیلیا
متروی برازیلیا (انگلیسی: Brasília Metro) سیستم قطار شهری زیرزمینی در شهر برازیلیا، برزیل است.
این مترو که در تاریخ مارس ۲۰۰۱ تأسیس شده، دارای ۲ خط، ۲۴ ایستگاه و ۴۲٫۴ کیلومتر ‌طول می‌باشد.

## نقشه

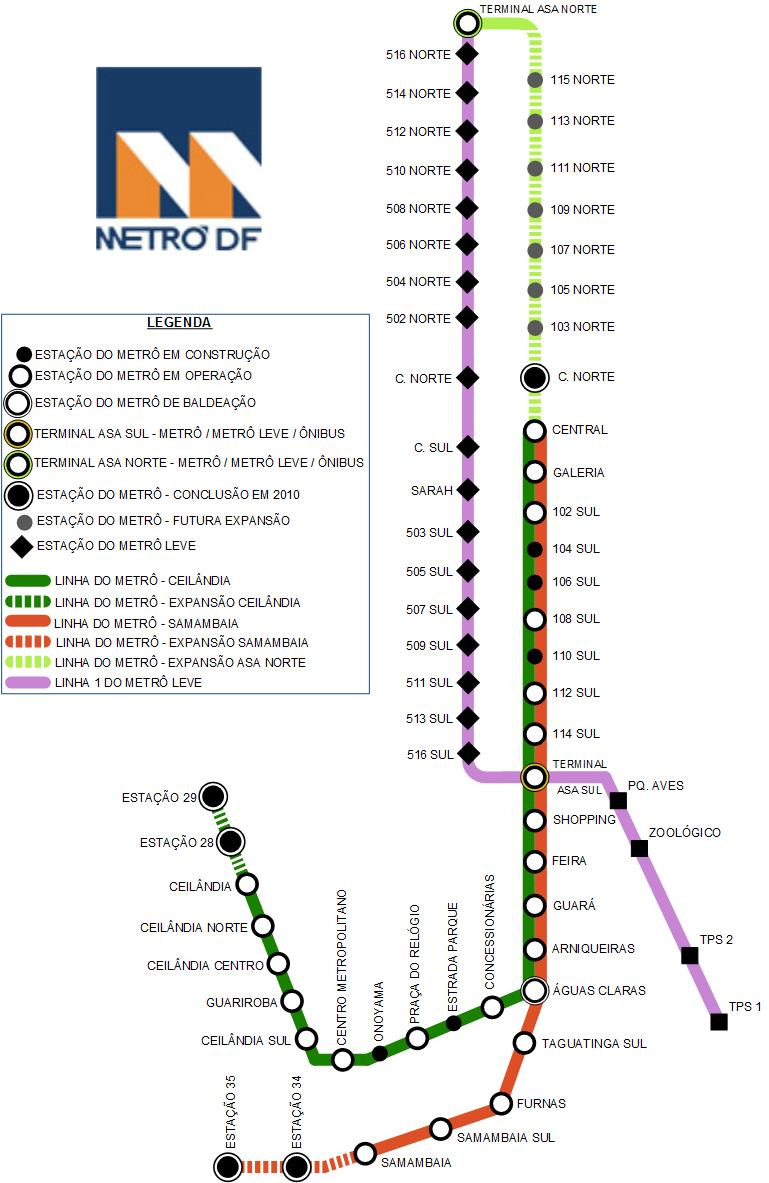
نقشه متروی برازیلیا

## نگارخانه

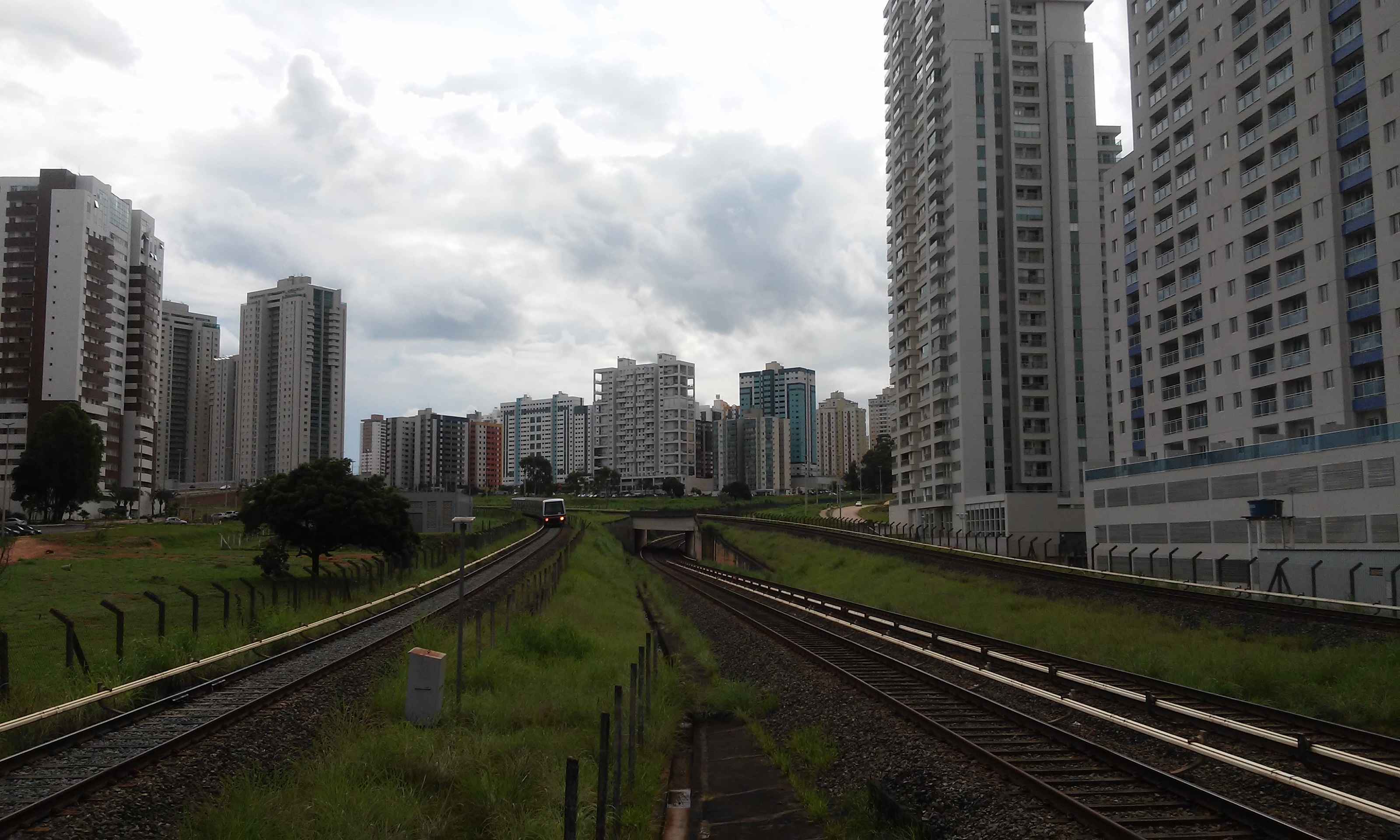
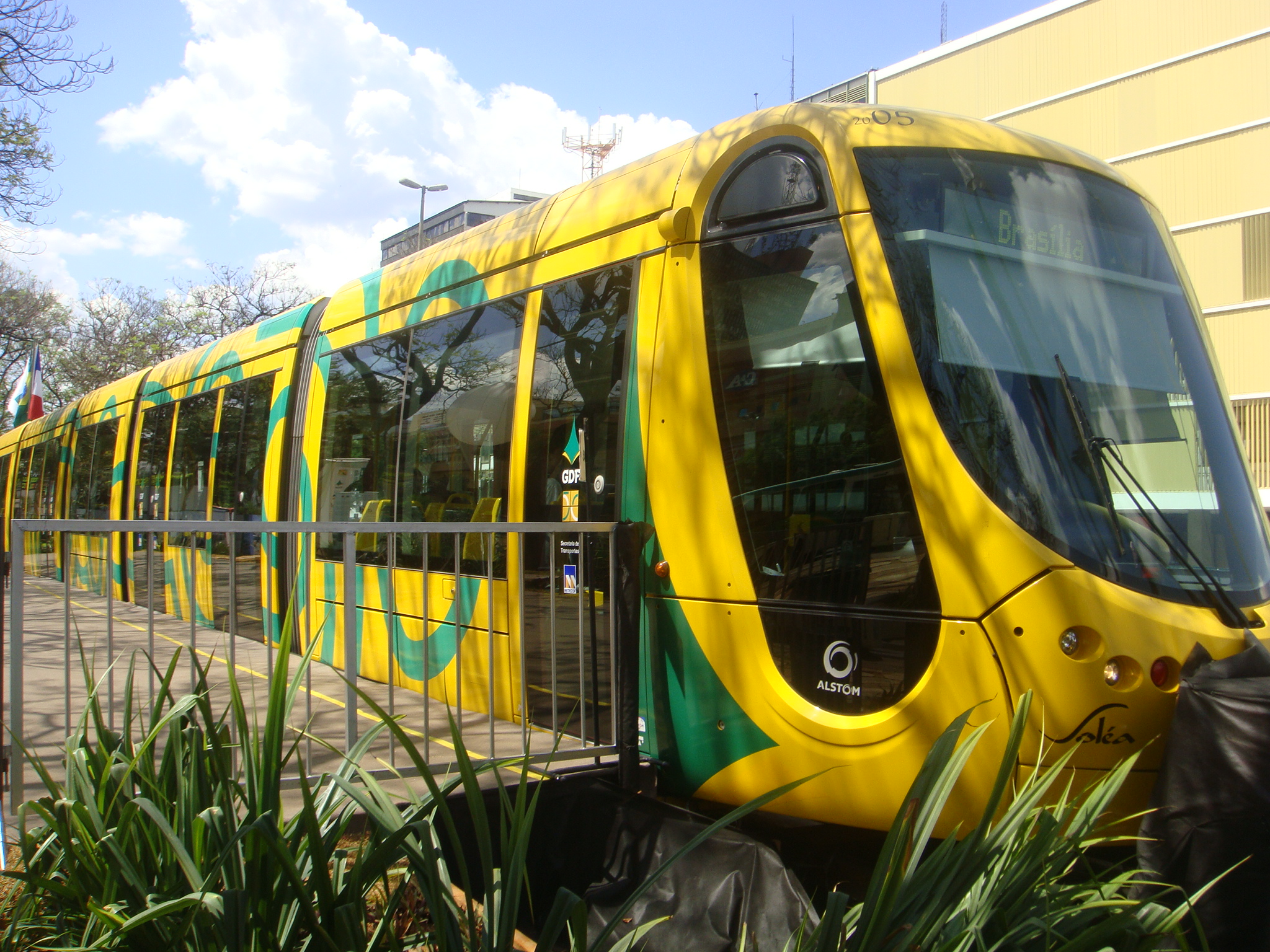